# Lista de países cuja capital não é a maior cidade

Países cuja capital não é a maior cidade

Esta é uma lista incompleta de países cujo capital não é a sua maior cidade. Muitas fontes incluem os números da população da área metropolitana, enquanto outras não.
| País                            | Capital                   | População             | Maior cidade          | População               | Razão         | Notas |
| ------------------------------- | ------------------------- | --------------------- | --------------------- | ----------------------- | ------------- | --- |
| África do Sul                   | Pretória                  | 2 345 908             | Joanesburgo           | 3 888 180               | 1,66          | Cidade do Cabo (pop. 3,5 milhões) e Bloemfontein (pop. 645000) são as capitais legislativa e judicial respetivamente.  |
| Austrália                       | Camberra                  | 322 000               | Sydney                | 4 198 543               | 13,0          | |
| Bélgica                         | Bruxelas                  | 177 849               | Antuérpia             | 514 952                 | 2,9           | |
| Belize                          | Belmopã                   | 7000                  | Cidade de Belize      | 49 040                  | 7             | Um oficial da população de Cidade do Belize é ainda maior que foi capital até 1970.                                    |
| Benim                           | Porto-Novo                | 223 500               | Cotonu                | 761 100                 | 3,4           | Cotonou é a capital de facto mas não a sede de governo.                                                                |
| Bolívia                         | La Paz                    | 816 044               | Santa Cruz            | 1 722 480               | 1,5           | El Alto, vizinha de La Paz tem pop. 943 558 sendo a segunda maior cidade do país                                       |
| Bolívia                         | Sucre                     | 295 476               | Santa Cruz            | 1 722 480               | 6             | |
| Brasil                          | Brasília                  | 2 974 793 (4 560 505) | São Paulo             | 12 252 023 (21 571 281) | 4,545         | Rio de Janeiro, capital até 1960, também é maior que a capital atual Brasília com 6 718 903 (13 005 430) habitantes.   |
| Burundi                         | Guitega                   | 22 989                | Bujumbura             | 497–166                 | 21,626        | |
| Camarões                        | Iaundé                    | 1 430 000             | Duala                 | 2 000 000 +             | 1,399         | |
| Canadá                          | Ottawa                    | 812 129 (1 300 000)   | Toronto               | 2 503 281 (5 113 149)   | 3,082 (3,933) | Niagara-on-the-Lake foi a primeira capital do Canadá mas não era a cidade mais populosa do país.                       |
| Cazaquistão                     | Astana                    | 743 014               | Almati                | 1 450 095               | 1,95          | Almati foi a capital do Cazaquistão até 1997.                                                                          |
| China                           | Pequim                    | 14 930 000            | Xangai                | 18 670 000              | 1,25          | |
| Costa do Marfim                 | Iamussucro                | 200 659               | Abidjã                | 4 000 000 +             | 20            | Abidjan é entretanto a capital de facto.                                                                               |
| Equador                         | Quito                     | 1 399 378             | Guayaquil             | 2 985 379               | 2,419         | |
| Emirados Árabes Unidos          | Abu Dabi                  | 1 000                 | Dubai                 | 1 141 959               | 1,14          | |
| Estados Federados da Micronésia | Paliquir                  | 9900                  | Weno                  | 13 900                  | 1,404         | |
| Estados Unidos                  | Washington D.C.           | 553 523 (8 125 656)   | Nova Iorque           | 8 768 338 (21 903 623)  | 14,7 (2,7)    | Nova Iorque foi a primeira capital dos Estados Unidos até à Constituição que transferiu a capital para Washington D.C. |
| Filipinas                       | Manila                    | 1 581 082             | Cidade Quezon         | 2 173 831               | 1,375         | Cidade Quezon é a antiga capital e Manila é de facto ambas são parte Metro Manila (pop. 12295 mln).                    |
| Gâmbia                          | Banjul                    | 42 326                | Serekunda             | 337 773                 | 7,9           | |
| Índia                           | Nova Délhi (Délhi)        | 321 900 (17 037 900)  | Mumbai                | 13 200 000 (20 000 000) | 40,1 (1,174)  | Cidade (área metropolitana)                                                                                            |
| Liechtenstein                   | Vaduz                     | 5000                  | Schaan                | 5513                    | 1,10          | |
| Malta                           | Valeta                    | 7199                  | Birkirkara            | 21 000                  | 3,5           | |
| Mónaco                          | Monaco-Ville              | 1150                  | Monte-Carlo           | 15 300                  | 13,3          | Oficialmente o Mónaco é um só município. Monaco-Ville e Monte-Carlo são bairros.                                       |
| Marrocos                        | Rabate                    | 1 200 000             | Casablanca            | 2 950 000               | 2,46          | |
| Myanmar                         | Nepiedó                   | 900 000               | Rangum                | 4 082 000               | 4,5           | Yangon foi a capital até 2006.                                                                                         |
| Nigéria                         | Abuja                     | 1 078 700             | Lagos                 | 7 900 000               | 7,8           | Lagos foi a capital da Nigeria até 1991.                                                                               |
| Nova Zelândia                   | Wellington                | 367 600               | Auckland              | 1 223 200               | 3,3           | Auckland foi a capital entre 1841 à 1865 e Russell em 1840–41.                                                         |
| Palau                           | Ngerulmud                 | 271                   | Koror                 | 11 200                  | 41            | Koror foi a capital até 2006.                                                                                          |
| Paquistão                       | Islamabade                | 529 180               | Carachi               | 9 339 000               | 53            | Carachi foi a capital do Paquistão até a construção de Islamabad                                                       |
| San Marino                      | San Marino                | 4251                  | Serravalle            | 10 532                  | 2,48          | |
| Essuatíni                       | Mebabane                  | 38 290                | Manzini               | 78 000                  | 1,4           | |
| Essuatíni                       | Lobamba                   | 11 000                | Manzini               | 78 000                  | 5             | |
| Sudão                           | Cartum                    | 950 000               | Ondurmã               | 1 300 000               | 1,368         | Both é de facto parte da Grande Khartoum (pop. 5,5 milhões)                                                            |
| Sri Lanka                       | Seri Jaiavardenapura-Cota | 115 826               | Colombo               | 642 163                 | 3,54          | Colombo foi a capital do Sri Lanka até 1982.                                                                           |
| Suíça                           | Berna                     | 134 591(2019)         | Zurique               | 402 762 (2017)          | 2,943         | |
| Tanzânia                        | Dodoma                    | 203 833               | Dar es Salã           | 2 497 940               | 12,25         | Dar es Salaam foi a capital da Tanzânia até 1973.                                                                      |
| Taiwan                          | Taipé                     | 2 606 151             | Nova Taipé            | 3 893 740               | 1,49          | |
| Trinidad e Tobago               | Porto da Espanha          | 49 000                | Chaguanas             | 67 400                  | 1,37          | |
| Turquia                         | Ancara                    | 5 153 000             | Istambul              | 11 372 613              | 2,21          | Istambul foi a capital do Império Otomano até 1922.                                                                    |
| Vietname                        | Hanói                     | 4 100 000             | Cidade de Ho Chi Minh | 5 387 100               | 1,3           | Ho Chi Minh City antes Saigon foi a capital do Vietname do Sul antes da unificação.                                    |